# Южно-Камышовый хребет
Ю́жно-Камышо́вый хребе́т — горный хребет на юге острова Сахалин (Сахалинская область, Россия). Представляет собой южную часть Западно-Сахалинских гор.
Хребет расположен к югу от перешейка Поясок — самого узкого места Сахалина. Протяжённость хребта составляет около 200 км. Параллельно основному хребту вдоль самого берега Японского моря тянется Южно-Прибрежная цепь. Высота в северной части достигает 1021 м. Через хребет была проложена железная дорога Южно-Сахалинск — Холмск. Западные склоны хребта согревает тёплое япономорское течение Соя. Из-за этого зимы здесь и далее на полуострове Крильон мягкие и многоснежные, а среднегодовое число дней с туманами на участке от Невельска до Холмска невелико (менее 20).